# ピエロ・デル・ポッライオーロ

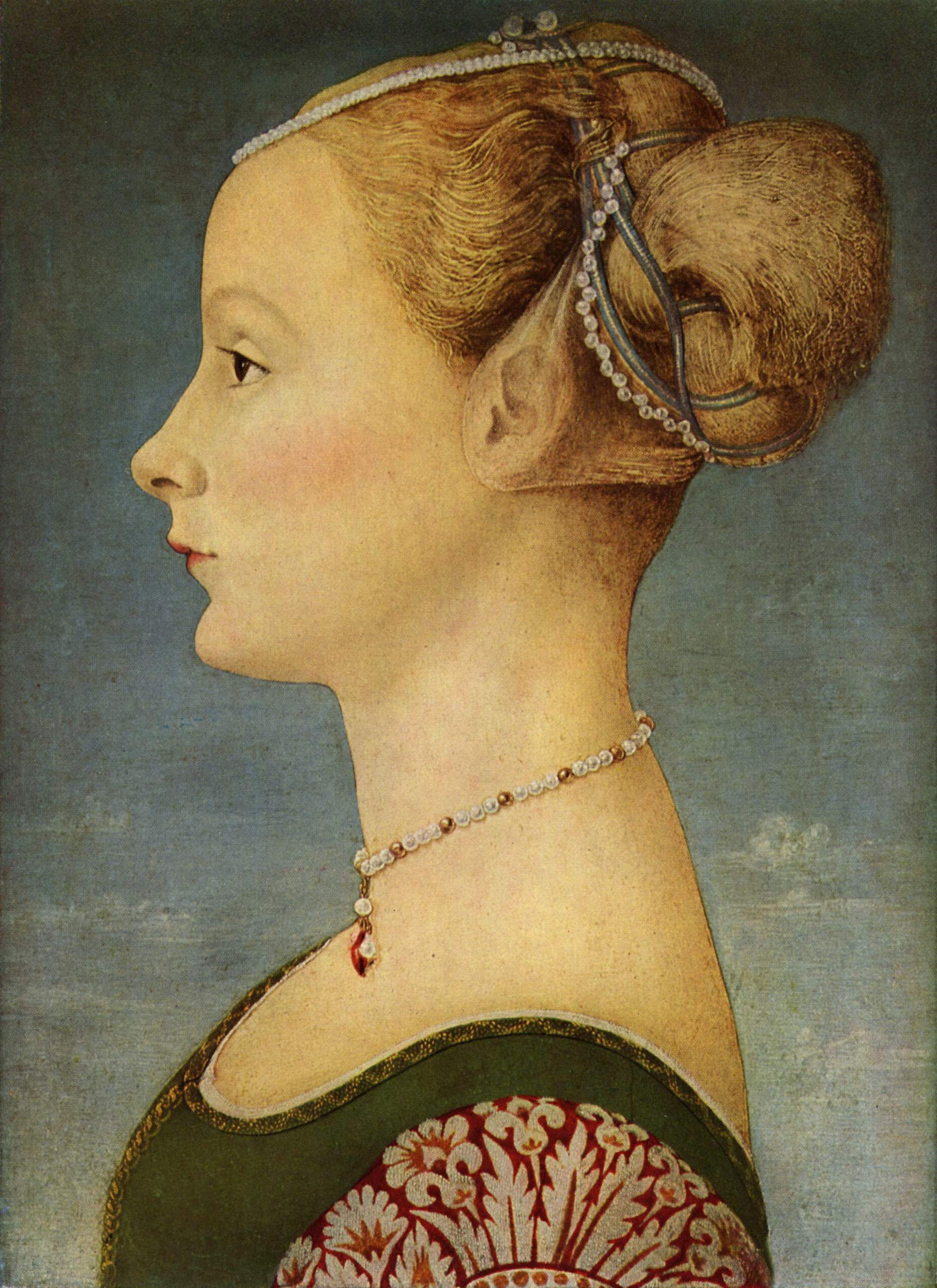
ピエロ・デル・ポッライオーロ作『ある女性の肖像』ポルディ・ペッツォーリ美術館

ピエロ・デル・ポッライオーロ（Piero del Pollaiolo, 1441年頃 - 1496年）またはピエロ・ベンチ（Piero Benci）は、ルネサンス期イタリアの画家。

## 生涯
フィレンツェの出身。
兄は美術家のアントニオ・デル・ポッライオーロで、よく二人で一緒に仕事をした。二人の作品はともに古典主義の影響が見受けられ、また人体解剖学への関心の高さも示している。伝えられるところでは、兄弟は知識の向上のため、実際に解剖を行ったといわれている。
1496年にローマで死去。ジョルジョ・ヴァザーリの著書『画家・彫刻家・建築家列伝』には、ピエロ・デル・ポッライオーロのことも記されている。

## 作品
作品には次のようなものがある。
- 3人の聖者（1467年 - 1468年） - 祭壇画。Web Gallery of Art
- ある女性の肖像（1470年頃） - ミラノ、ポルディ・ペッツォーリ美術館所蔵。Museo Poldi Pezzoli
- アポロンとダフネ (1470-1480年頃) - ナショナル・ギャラリー (ロンドン)
- ガレアッツォ・マリーア・スフォルツァの肖像（1471年頃） - テンペラ、木。Web Gallery of Art
- 聖セバスティアヌスの殉教（1475年完成） - 油彩、木。ナショナル・ギャラリー (ロンドン)所蔵。National Gallery
- 聖母戴冠（1483年） - サン・ジミニャーノ、サンタゴスティーノ教会聖歌隊席の祭壇画。Web Gallery of Art
- 賢明さ - フィレンツェ、ウフィッツィ美術館所蔵。J. -E Berger Foundation

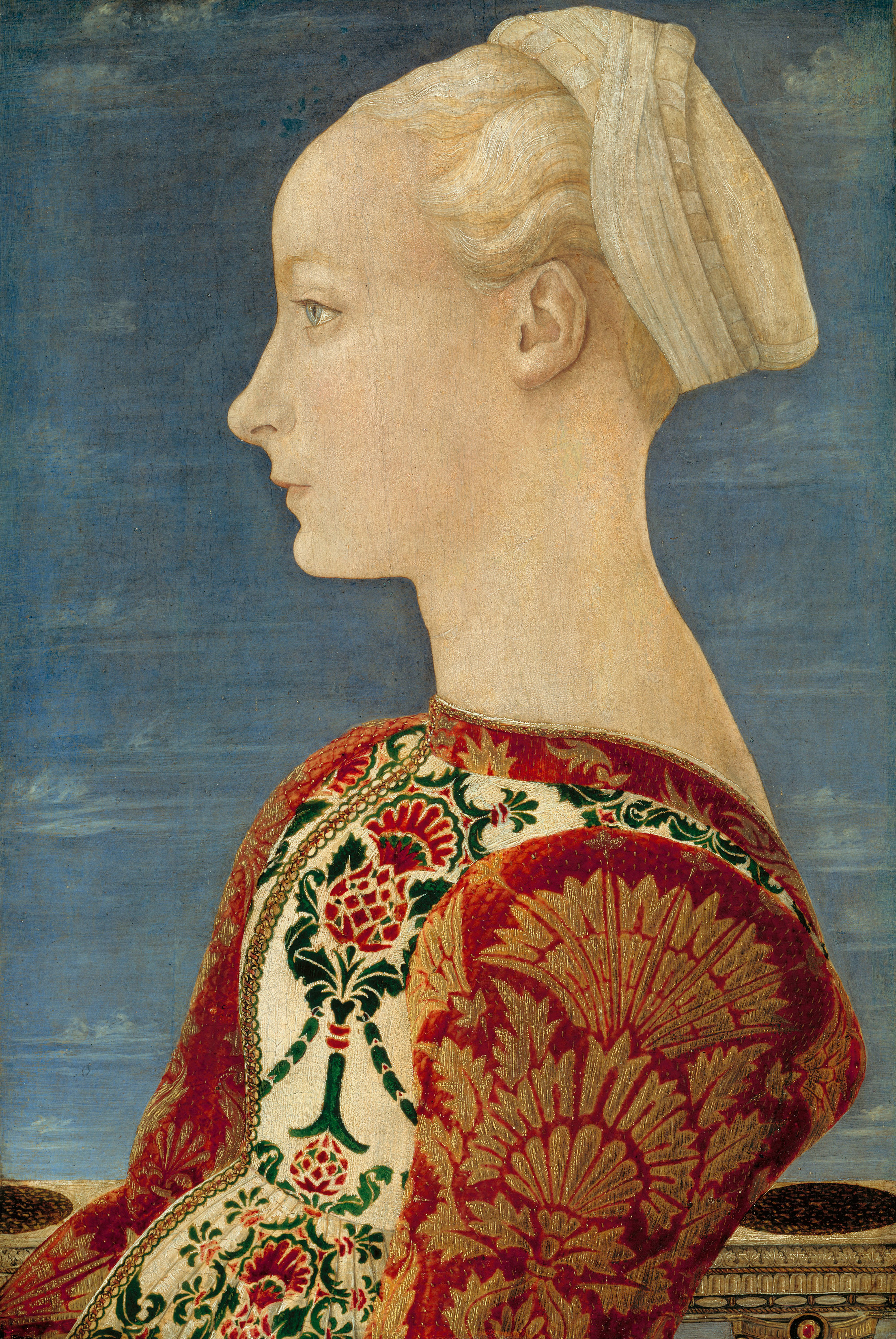
『若い女性の横顔像 』(c.1485) 絵画館 (ベルリン)
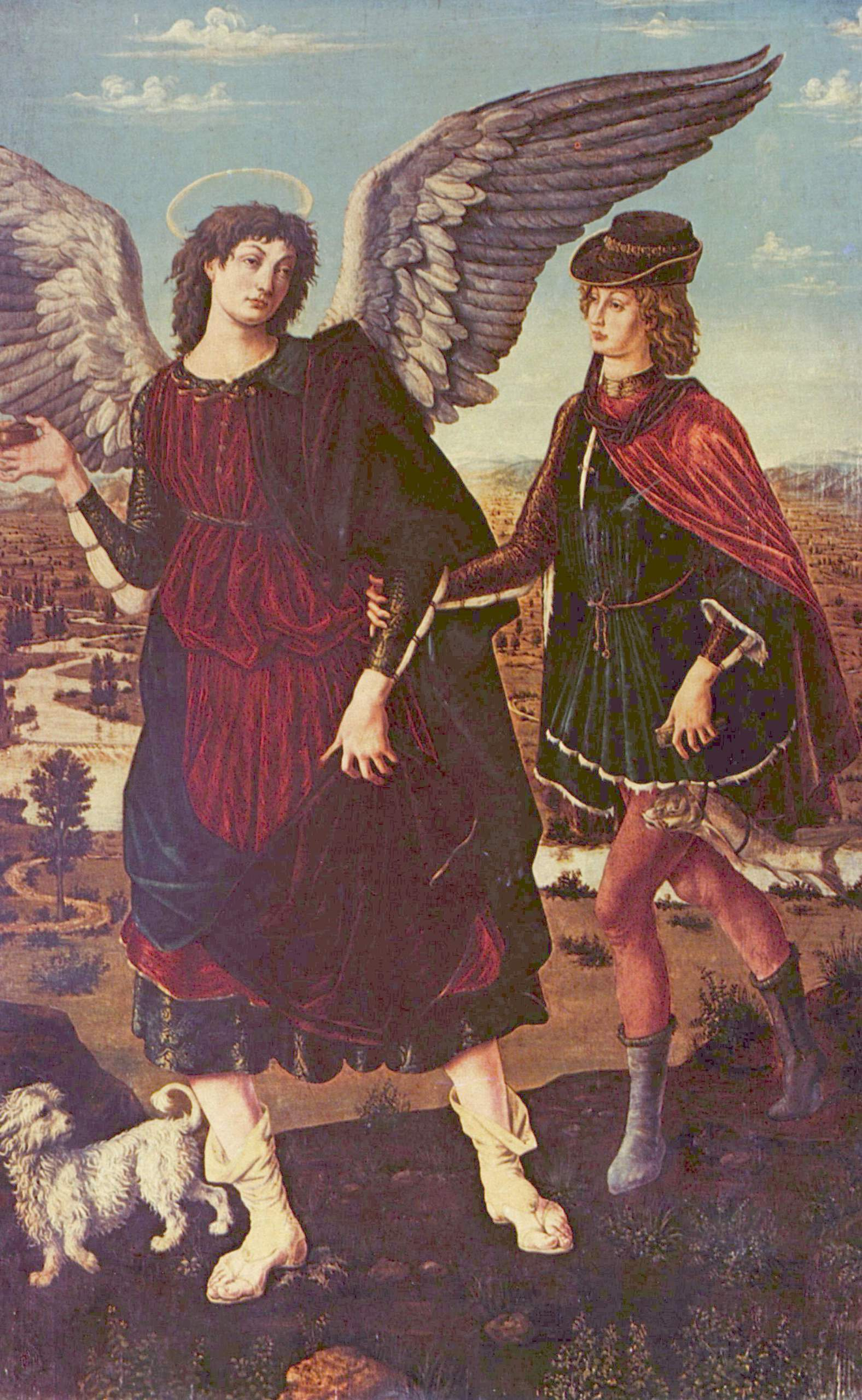
トビアと天使 サバウダ美術館（アントニオ・デル・ポッライオーロと共作）
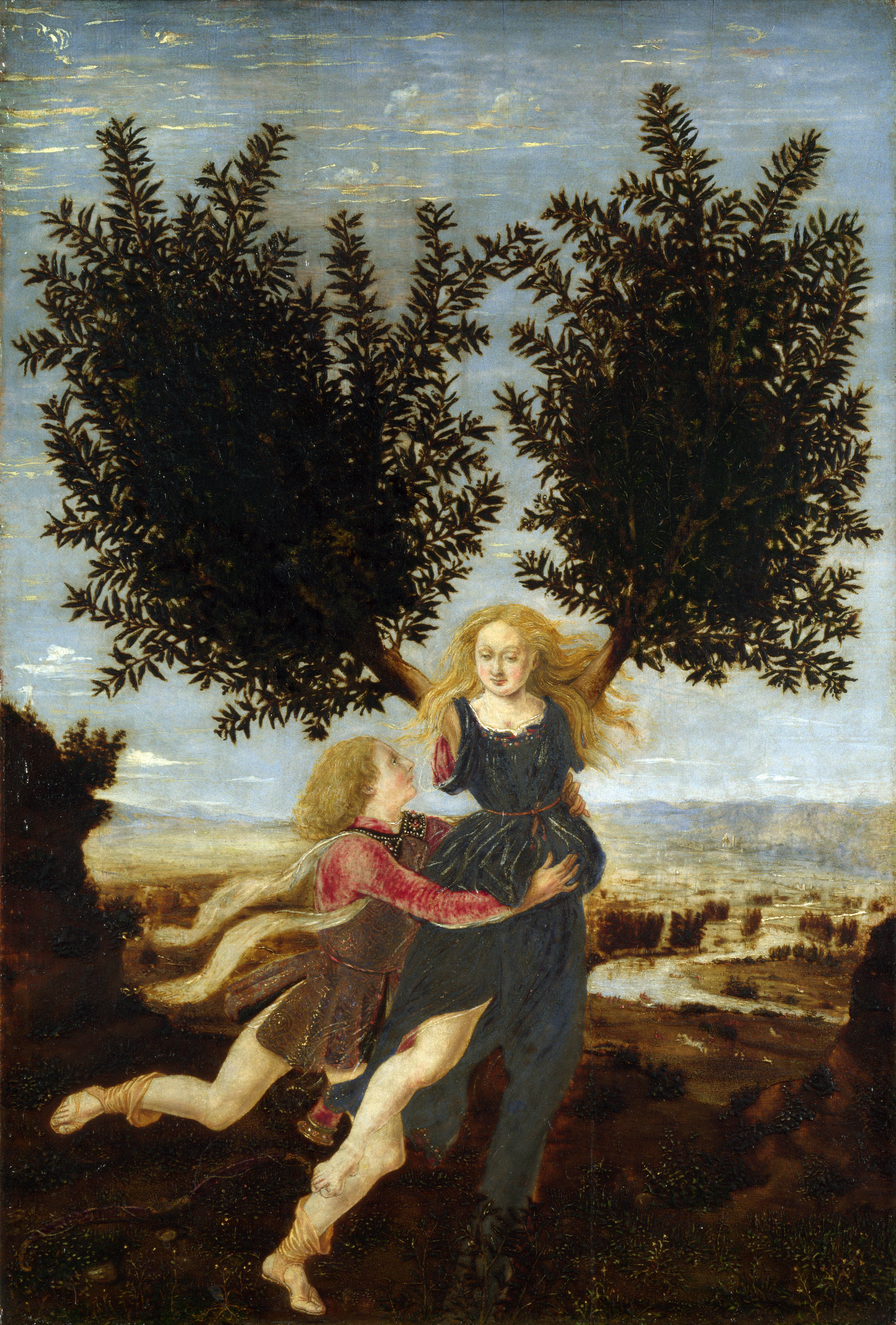
『アポロンとダフネ』 ナショナル・ギャラリー (ロンドン)